# Jane Eyre (miniserie de 2006)
Jane Eyre es una adaptación de 2006 a la televisión por la BBC One de la novela de Charlotte Brontë de 1847 del mismo nombre. La historia que ha sido tratada en muchas adaptaciones cinematográficas y series de televisión gira en torno a una joven huérfana que de pequeña es interpretada por Georgie Henley que vive con su tía política, la Señora Reed (Tara Fitzgerald). Ya de joven interpretada por (Ruth Wilson) Jane es contratada por el ama de llaves de Thornfield, la Señora Fairfax, para ser la institutriz de la joven Adele (Cosima Littlewood). Empieza a descubrir sentimientos de amor hacia el dueño de la propiedad y tutor legal de Adele Sr. Rochester (Toby Stephens), quién a su vez está cortejando a Blanche Ingram bonita y adinerada (Christina Cole) que es la antítesis de la joven Eyre tanto física como moralmente.

## Episodio 1
Después de la muerte de su tío, la niña Jane Eyre queda al cuidado de su tía la señora Reed en Gateshead. Ahí es maltrata por sus primos y tía y nunca llega a sentirse como en su casa. Es acusada de ser sangre mala y en un esfuerzo por librarse de ella, Jane es enviada al colegio Lowood para niñas por su tía. Así como en Gateshead, la Escuela de Lowood es una institución fría. Su única amiga muere y Jane queda una vez más sola. Convencida de hacerse independiente, asume la profesión de una institutriz. Dos años más tarde, publica un anuncio para conseguir empleo y es invitada a instalarse como institutriz de una niña parisina llamada Adele,en Thornfield Hall, cuyo protector es el señor Edward Rochester. Allí la recibe la señora Fairfaix, ama de llaves, quién la pone al tanto de las largas ausencias de su amo por motivo de viajes de negocios, como así también de su carácter solitario y rudo. Hasta que un día se lo encuentra por fin.
Una noche, Jane es despertada por ruidos extraños que vienen del cuarto de Rochester. Ella sigue el ruido y descubre que el cuarto de Rochester es presa del fuego y que el amo está en peligro.

## Episodio 2
Después de que Jane pudo rescatar Rochester se empieza a cuestionar el motivo del fuego y de dónde provienen otros extraños sonidos en la torre norte. Ella recibe una respuesta apenas de Rochester que en cambio deja Thornfield sin el aviso la próxima mañana. En su retorno a Thornfield, él trae algunos conocidos entre quienes está Blanche Ingram.
Rochester recibe otro inesperado y no totalmente bienvenido invitado. Mason, el invitado, es severamente herido una noche. Mientras Rochester busca un doctor, Jane se queda cuidando de Mason en la Torre Norte. Una vez más los sonidos extraños de la Torre Norte precedieron la casualidad. Mientras cuidando a Mason, Jane se sobresalta por los ruidos fuertes del otro lado de la puerta en la Torre Norte.

## Episodio 3
Jane recibe a un visitante del pasado. Bessie la informa de la enfermedad de su tía que la demanda ver antes de que muera. Cuando su tía parece incapaz para reconocerla, Jane le pregunta por qué ella siempre odió a su sobrina. La Señora Reed le contesta que era porque su marido había amado a Jane más de sus propios niños, incluso fue evidente hasta en su lecho de muerte. Jane también descubre por la malvada señora que ella tiene un tío. Este tío pidió cuidar de Jane cuando ella todavía era un niño. Su tía informó mal al tío y le dijo que Jane se murió. Al contrario de su tía, Jane puede perdonarla en su lecho de muerte.
Fuera de Thornfield, Jane comprende con más claridad que este se ha vuelto su hogar, algo que ella nunca sintió antes. Sin embargo, los rumores de un próximo matrimonio entre Blanche Ingram y Mr Rochester la perturban inmensamente. ¿Tendrá que dejar su Thornfield querido?
En un esfuerzo por averiguar sobre las emociones reales de Jane, Rochester la fastidia constantemente para que ella revele si lo ama o no. Cuando estos sentimientos son positivos y recíprocos, él le propone matrimonio y acepta.
Dos días antes de la boda el traje de novia de Jane es arruinado. Ella vio una sombra de mujer que estuvo en su cuartos que es, según Rochester, parte de su sueño. Sin embargo, en el día de la boda Jane se cuenta finalmente a la esposa de Rochester, Bertha, que vive en la Torre Norte, encerrada debido a su locura que corre en la sangre de su familia. Esta información se revela por Mason que resulta ser el hermano de Bertha. Rochester insiste que él todavía ama a Jane y ofrece vivir con ella sin importar nada, sin embargo Jane deja Thornfield por la noche.

## Episodio 4
Jane queda sin dinero y sin esperanzas. Duerme unas cuantas noches en los páramos dispuesta a morir. Es rescatada por el clérigo St John Rivers que la acoge en su casa y con la ayuda de las hermanas se recupera pronto. Pero Jane parece haber perdido sus recuerdos.
Cuando Jane descubre por St John Rivers que ella ha heredado algún dinero por su tío y que ellos también están relacionados, St John Rivers también informa a Jane de su pasado incluso de Thornfield.
Jane no puede aceptar las condiciones y propuesta de St John Rivers y la perspectiva vivir en el extranjero como misioneros. Cuando ella empieza a oír a Rochester que la llama por su nombre, Jane sabe inmediatamente que ella pertenece a Thornfield y Rochester. En su retorno ella encuentra un débil y desencantado Rochester y que Thornfield se ha quemado. Jane se entera de las circunstancias que rodean el fuego y la ceguedad de Rochester, que se hizo dañado mientras intentando rescatar a su esposa Bertha que no sobrevivió. Rochester reconoce a Jane al oírla hablar y se pone muy contento. Los dos se casan finalmente y la familia entera, Rochester, Jane, Adele, las hermanas de St John Rivers y el perro Pilot posan en el jardín para tener su retrato pintado.

## Diferencias con la novela
En la mayor parte es un retrato fiel de la novela. Las desviaciones menores están en la reducción de tiempo consagrada a la etapa en el colegio Lowood y el tercio final (referente a St. John) de la novela. Algunas escenas de la novela están comprimidas o se movieron los tiempos y lugares de la narrativa. Las escenas de la fuga de la propiedad de Rochester hasta su deterioro de salud se trata como una sucesión de las escenas retrospectivas breves, una herramienta útil que permitió condensar muchas páginas de texto en un pasaje de unos minutos. Se crearon las escenas adicionales para el screenplay que subraya las naturalezas apasionadas de Jane y Rochester (un punto temático implícito pero no explícito a lo largo de la novela). Uno de los cambios del guion más significativo con respecto a la novela, ocurre en la escena de la gitana que habla de los detalles de la vida personal de los invitados del señor Rochester, incluyendo a la mismísima Jane Eyre. En la novela, originalmente es el mismo Rochester quién se disfraza. Pero en la serie, contrata a una gitana para que haga aquella broma con aires sobrenaturales. Rochester también lleva una tabla ouija como un suplemento a este juego, una escena que era específicamente escrita para el screenplay.

## Distribución
El estreno de la serie en España se produjo en Antena 3 el 1 de enero de 2007 con una audiencia de 2,056,000 televidentes.